# Primeira Batalha de Ras Lanuf
A Primeira Batalha de Ras Lanuf foi um confronto militar entre 4 e 5 de março, entre as forças leais a Muammar Gaddafi e as forças rebeldes líbias pelo controle da cidade de Ras Lanuf durante a Guerra Civil Líbia de 2011. A batalha eclodiu depois da Primeira Batalha de Brega, ocorrida dois dias antes, a aproximadamente 129 km a leste de Ras Lanuf.
Esta cidade é um enclave petrolífero estratégico localizado a cerca de 600 quilômetros de Trípoli, sendo também relativamente próxima de Bengazi, tomada pelos rebeldes nos primeiros dias da rebelião líbia. 
Após de conquistar a cidade em 4 de março, os rebeldes avançariam para o oeste com o propósito de atacar Sirte, porém seriam forçados a recuar pelas forças governamentais e, no dia 11 de março, durante a Segunda Batalha de Ras Lanuf perderiam a maior parte de Ras Lanuf para os gaddafistas.